# Kruldistel
De kruldistel (Carduus crispus) is een plant uit de composietenfamilie (Asteraceae). In Nederland komt de soort op vele plaatsen vrij algemeen voor, maar de soort is vrij zeldzaam in Zeeland en Drenthe.
De plant kan 30-130 cm hoog worden en de gevleugelde stengels hebben tot 3 mm lange stekels. De bladeren zijn van onderen iets spinnenwebachtig behaard met zowel eencellige als meercellige haren.
De kruldistel bloeit in Nederland in juli tot september met roodpaarse, bloemhoofdjes, die alleen of tot vijf bij elkaar aan de top van de stengel zitten.

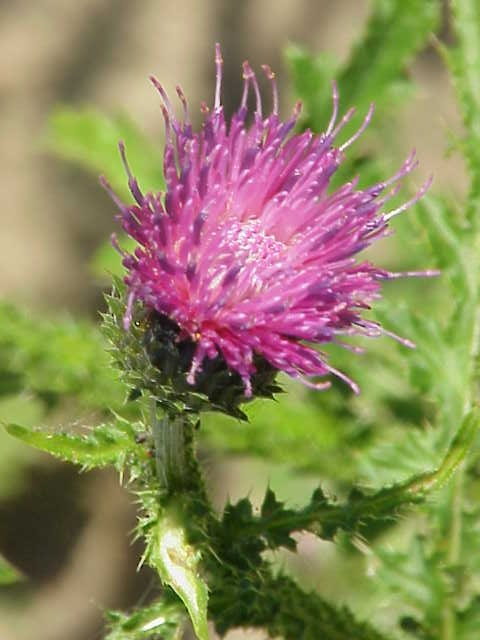

De plant komt voor op droge tot vochtige, bewerkte gronden.